# چای‌اوستو (سولواووا)
چای‌اوستو (به ترکی استانبولی: Çayüstü) یک منطقهٔ مسکونی در ترکیه است که در سولواووا واقع شده‌است.